# 토레 안젤라역
토레 안젤라(이탈리아어: Torre Angela) 역은 로마 지하철 C선의 역이다. 원래는 로마-피우지-알라트리-프로시노네 철도의 철도역으로 운영했다. 로마 시내의 카실리나 로와 두일리오 캄벨로티 로 부근에 위치해 있으며 토레안젤라 구, 토르베르가타 구, 토르벨라모나카 구로 갈 수 있다.

## 역사
토레 안젤라 역은 로마-판타노 선의 그로테 첼로니 - 토레노바 구간을 재개발하는 과정에서 1999년 8월 26일부터 2005년 10월 2일까지 지어졌다. 토레 안젤라 역이 개업하는 동시에 노선도 다시 운행 재개되었으며, C선 노선으로의 전환을 감안하여 지하 역사도 미리 갖춰놓았다.
2008년 7월 7일부터는 로마-판타노 선의 종점 구간을 로마 지하철 C선으로 편입시키기 위한 전환 공사를 위해 폐쇄되었다. 이후 2014년 11월 9일에 개업하였다.

## 역 시설
이 역에는 다음과 같은 시설이 있다.
- 매표기
- 화장실

## 환승
- 버스 정류장 (ATAC 운영 노선)